# Aveiro
Aveiro (portugisiskt uttal: [aˈvejɾu] or [ɐˈvɐjɾu]
 ( lyssna)) är en stad och kommun i mellersta Portugal, belägen vid atlantkusten. 
Staden är huvudorten i Aveiros kommun och residensstad i Aveiros distrikt. 

Aveiros kommun har 80 978 invånare. 

## Etymologi
Namnet Aveiro kommer från det latinska ortsnamnet Averius, som i sin tur kommer från det keltiska ordet aber, med betydelse "flodutmynning". 

## Stadsdelar
Staden Aveiro är indelat i 10 stadsdelar och kommundelar - freguesias.  

- Aradas
- Cacia
- Eixo e Eirol
- Esgueira
- Glória e Vera Cruz
- Oliveirinha

- Requeixo, Nossa Senhora de Fátima e Nariz
- Santa Joana
- São Bernardo
- São Jacinto

## Kommunikationer

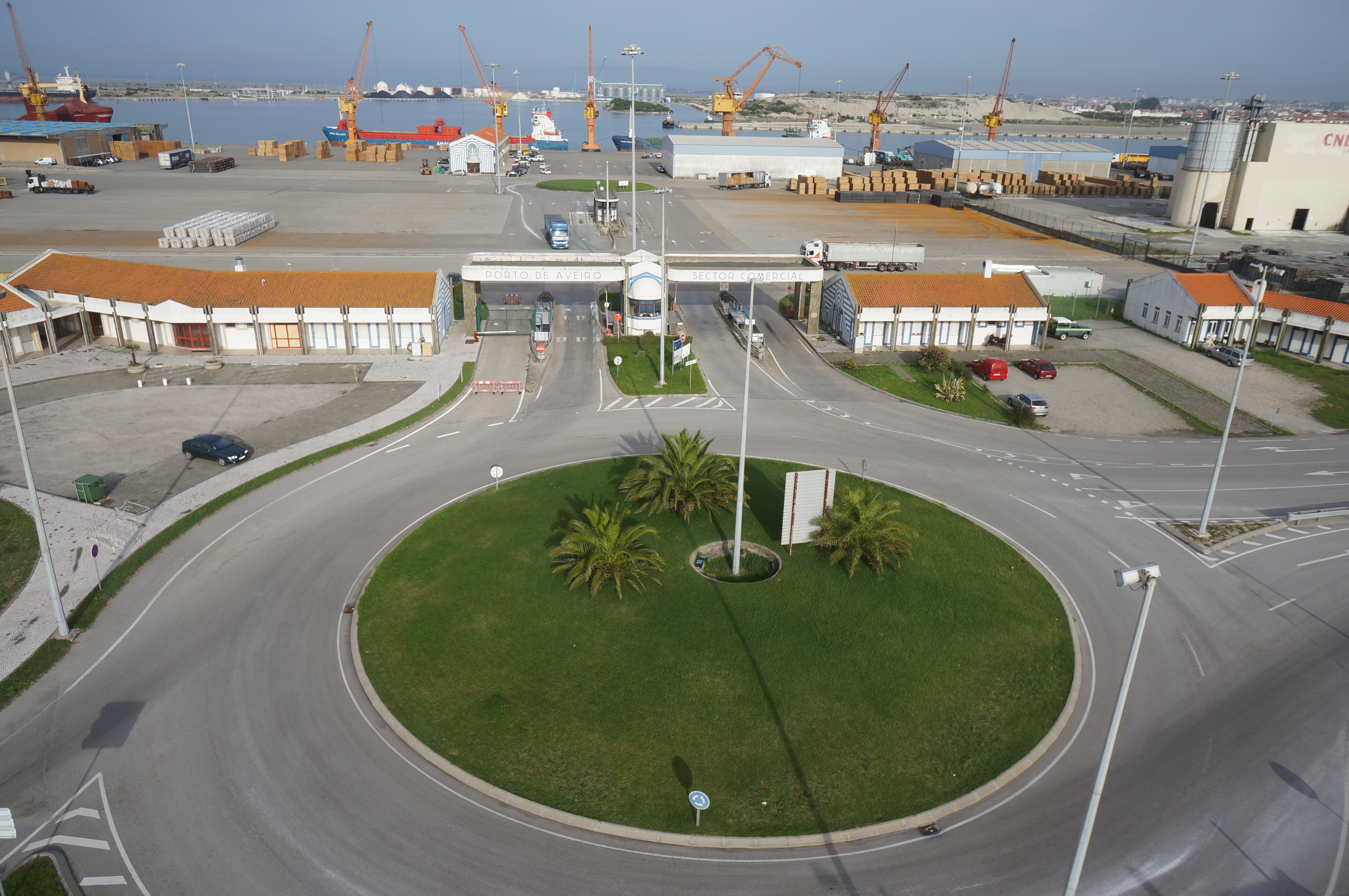
Aveiros hamn

Motorvägen A 1 passerar Aveiro och leder norrut till Porto och söderut till Lissabon. 
Motorvägen A 25 utgår från staden och går österut mot Viseu och Guarda. 

Från järnvägsstationen i Aveiro utgår tågtrafik mot Porto, Braga, Guimarães, Lisboa och Faro.

Porto de Aveiro är stadens hamn.